# Stenoma iocoma
Stenoma iocoma es una especie de polilla del género Stenoma, orden Lepidoptera.
Fue descrita científicamente por Meyrick en 1915.

## Distribución
Esta especie habita en Guayana Francesa.